# Straße der Erinnerung

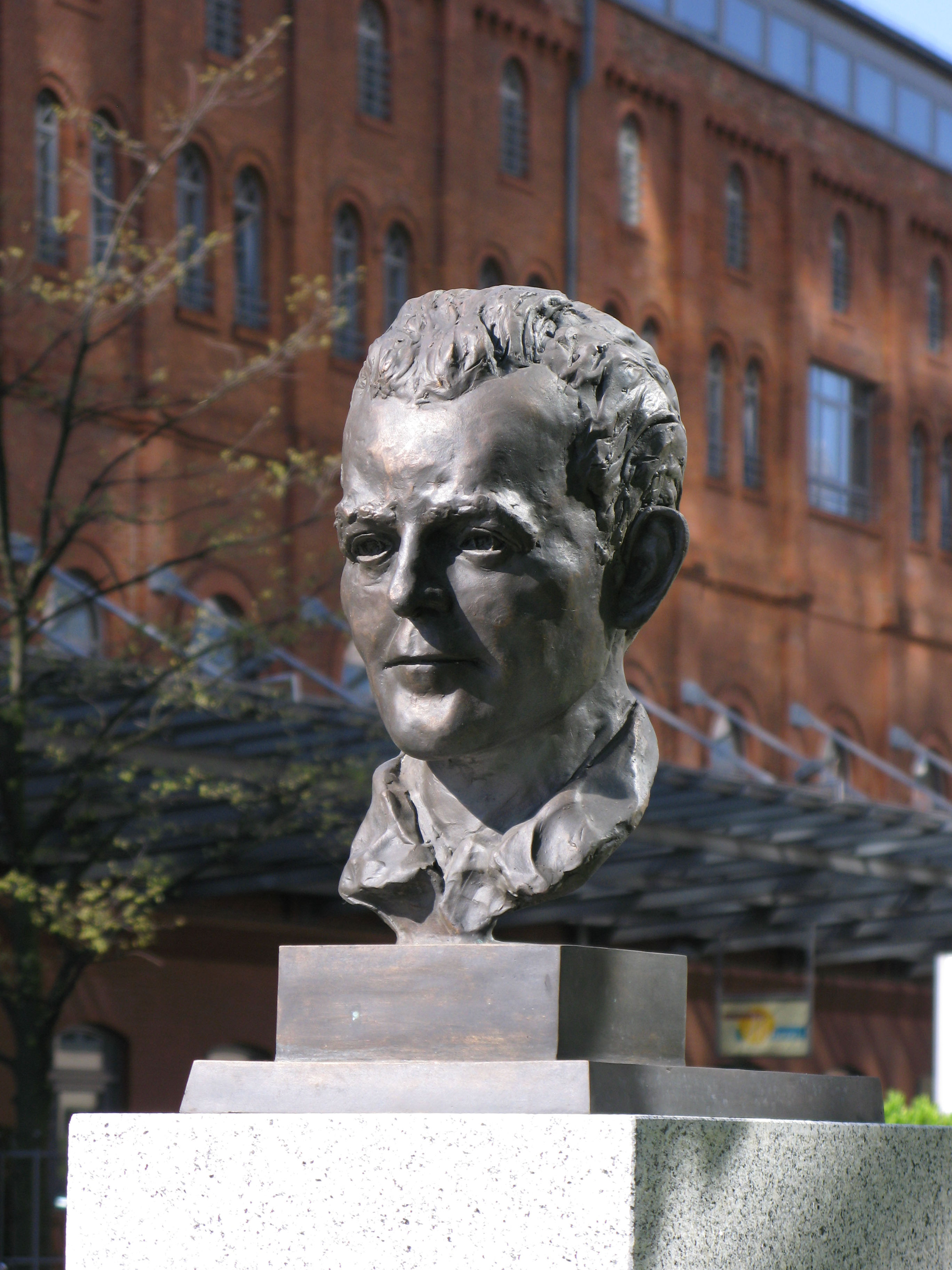
Georg-Elser-Büste von Kay Winkler auf der Straße der Erinnerung

Die Straße der Erinnerung ist ein öffentlich zugängliches Denkmal im Spree-Bogen im Berliner Ortsteil Moabit. Es besteht aus mehreren Skulpturen, mit denen die Ernst Freiberger-Stiftung Persönlichkeiten ehrt, die vorrangig in der ersten Hälfte des 20. Jahrhunderts „Außergewöhnliches geleistet und in schwierigsten Zeiten vorbildliche Haltung bewiesen haben“.

## Konzept
Die Stiftung bezeichnet die geehrten Personen als Helden ohne Degen. Damit will der Gründer der Stiftung, Ernst Freiberger, zeigen, dass „es in der ersten Hälfte des vorigen Jahrhunderts auch positive Helden – Helden ohne Degen – in Deutschland gegeben hat“. Um die Erinnerung an diese Persönlichkeiten wach zu halten, wurde am Spree-Bogen, in unmittelbarer Nähe des damaligen Innenministeriums, dieses Denkmal geschaffen.

## Geehrte Personen

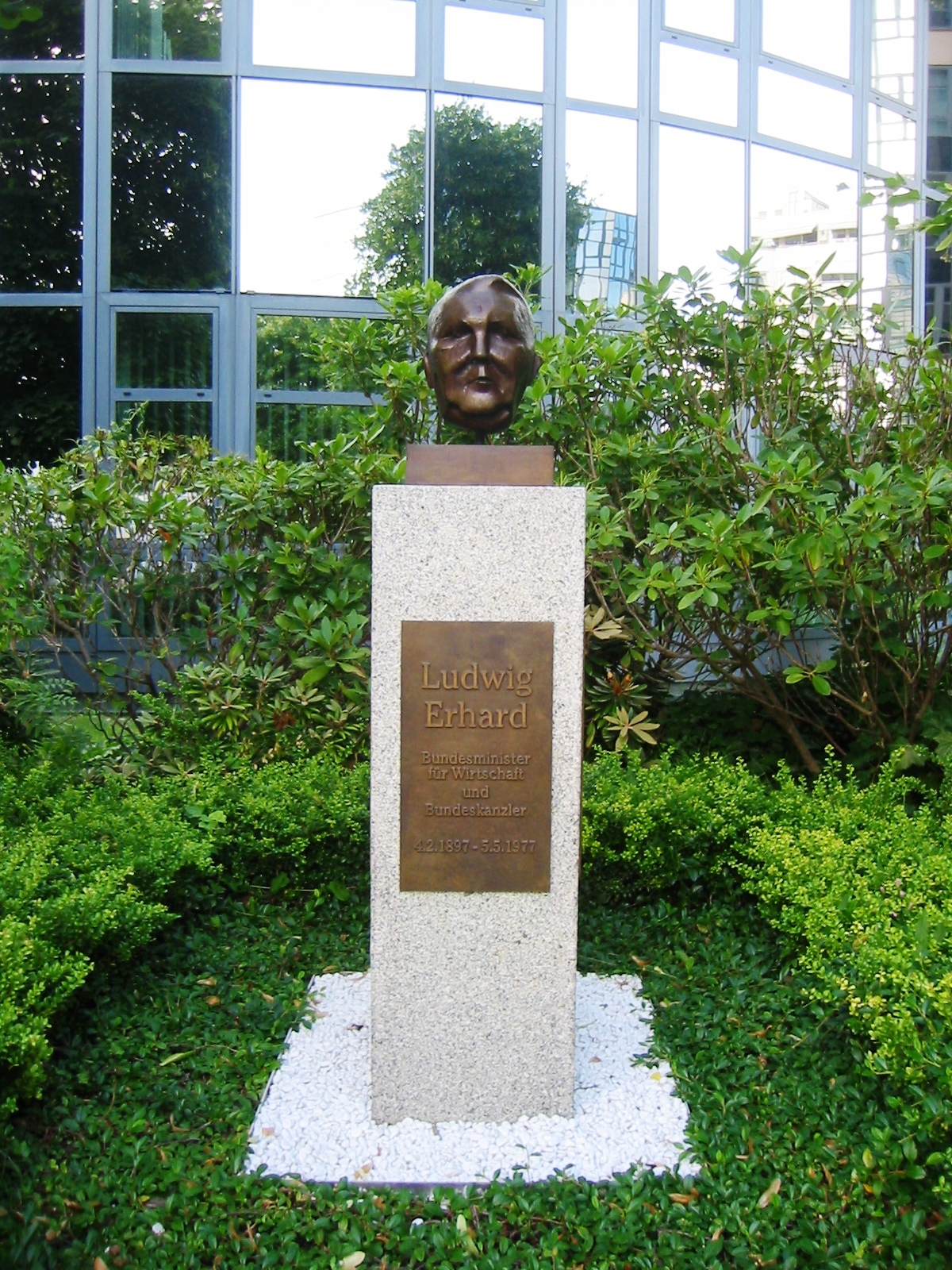
Ludwig Erhard

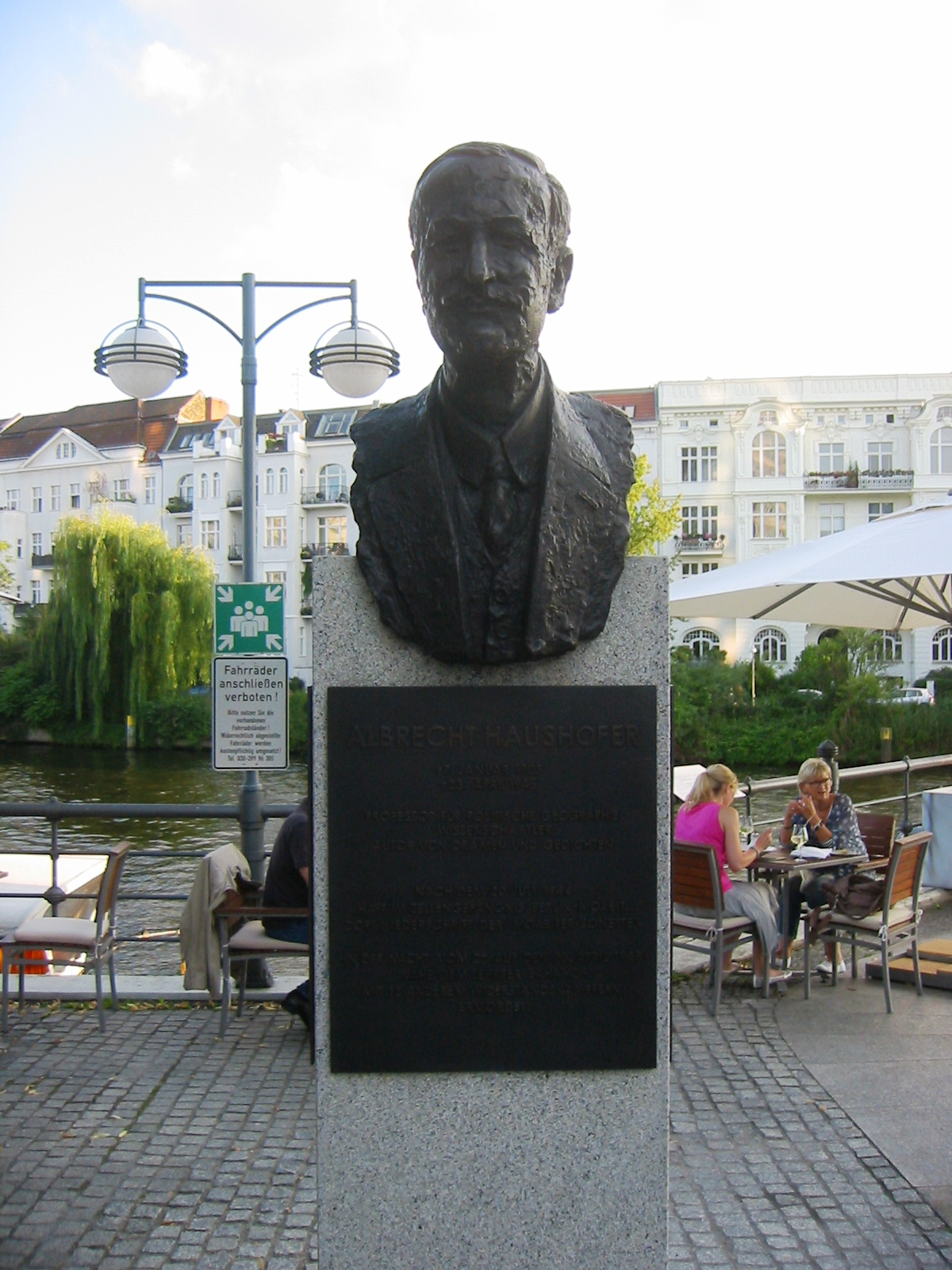
Albrecht Haushofer

Es sind Büsten aus Bronze von folgenden Personen zu sehen (Stand: Juni 2013):
- Georg Elser (1903–1945), Widerstandskämpfer gegen den Nationalsozialismus
- Albert Einstein (1879–1955), theoretischer Physiker
- Ludwig Erhard (1897–1977), Politiker (CDU)
- Albrecht Haushofer (1903–1945), Geograf, Diplomat und Schriftsteller
- Helmut Kohl (1930–2017), Politiker (CDU), Ministerpräsident und Bundeskanzler
- Käthe Kollwitz (1867–1945), Grafikerin, Bildhauerin
- Thomas Mann (1875–1955), Schriftsteller, der unter der nationalsozialistischen Herrschaft emigrierte
- Ludwig Mies van der Rohe (1886–1969), Architekt
- Walther Rathenau (1867–1922), Industrieller, Schriftsteller und liberaler Politiker (DDP)
- Edith Stein (1891–1942), Philosophin, Nonne und Märtyrin der katholischen Kirche
- Konrad Zuse (1910–1995), Bauingenieur, Erfinder und Unternehmer (Zuse KG)

Zusätzlich ist die Skulptur Wir sind das Volk zu sehen, die alle Menschen ehrt, die mit ihrem gewaltlosen Widerstand gegen das SED-Regime zum Fall der Mauer beitrugen.